# Зыонг Бать Май
Зыонг Бать Май (вьет. Dương Bạch Mai, 1904(?) — 1964) — деятель вьетнамского революционного движения.

## Жизнь и деятельность
В 1919—1922 годах учился в колледже Шасселю-Лоба, потом поступил в Высшую коммерческую школу в Ханое.
В 1925 году уехал во Францию, где действовал в партии «Независимый Вьетнам». С конца 1920-х годов член Французской коммунистической партии.
Обучался в СССР в Коммунистическом университете трудящихся Востока им. И. В. Сталина.
В 1932 году вернулся на родину. В 1935—1937 гг. входил в группу «Ля Лютт», от которой избирался депутатом в Муниципальный совет Сайгона.
В 1939 году арестован французскими колониальными властями, сослан на остров Пуло Кондор, где пребывал в заключении вместе с Нгуен Ван Тао, Ле Хонг Фонгом, Ле Зуаном. В 1943 г. освобожден, находился под надзором властей.
В 1945 г. один из активных участников Августовской революции в Сайгоне.
Во время войны Сопротивления против французских колонизаторов действовал на Юге. После 1954 г. уехал на Север в Ханой, где участвовал в общественно-политической деятельности. Был главой Общества вьетнамо-советской дружбы. Умер в 1964 году в Ханое.